# Branderico
Branderico va ser un religiós asturlleonés, bisbe de Tui en un breu període, aproximadament, entre el 912 i el 914.
El seu nom consta en escriptures de l'any 912, en la qual el rei Ordoni II de Lleó atorga diversos béns al monestir de San Martín de Santiago, i confirma a diversos bisbes, entre ells al mateix Branderico, tal com consta amb la fórmula Brandericus Tudens. Sedis Eps.; està documentat en una altra confirmació de l'any 913, amb els bisbes de Mondoñedo, Lugo, Iria Flavia i altres. El més probable és que morís o deixés el càrrec el 914, perquè a principi de l'any 915 la seu estava vacant, segons Flórez, perquè no s'esmenta al bisbe de Tui en l'escriptura que Ordoni II va disposar el 30 de gener perquè residís un dels seus prelats a Tui. És a partir del setembre quan es documenta que la diòcesi ja és dirigida pel seu successor, Hermogi, durant el mandat del qual l'església de Tui deixa de dependre del manteniment econòmic d'Iria Flavia, i es torna a restablir la diòcesi.
Enriqué Flórez esmenta l'existència d'un bisbe, sense que s'esmenti la seva seu, anomenat Branderico el 933, segons extreu del Tumbo de Samos, durant el regnat de Ramir II de Lleó, però tenint en compte la presència d'Hermogi al cap de la diòcesi de Tui, és difícil saber si era la mateixa persona.